# Canada Dry
Canada Dry è un marchio canadese di soft drink posseduto dalla Dr Pepper Snapple Group.

## Storia
La Canada Dry venne inventata dal chimico e farmacista canadese John J. McLaughlin, figlio di Robert McLaughlin, noto per aver fondato l'omonima azienda automobilistica. Reduce da un'esperienza lavorativa in un'azienda di soda di Brooklyn, John J. McLaughlin aprì un impianto di acqua gassata a Toronto nel 1890. Nel 1904 inventò la bevanda Canada Dry Pale Ginger Ale. Tre anni dopo, l'attività venne designata "Fornitore Reale" del Governatore generale del Canada. Di conseguenza, l'etichetta della bevanda, originariamente raffigurante una mappa del Canada con il nome del marchio in cima ad essa, venne sostituita con quella, tutt'oggi in uso, sulla quale compare uno scudo con il logo sovrastato da una corona.
Quando McLaughlin iniziò a distribuire la Canada Dry a New York, la bevanda ebbe così tanto successo che venne aperto uno stabilimento a Manhattan. A partire dal 1914, anno in cui McLaughlin morì, l'azienda iniziò a essere gestita dal fratello Samuel. La P. D. Saylor and Associates entrò in possesso dell'azienda nel 1923, dando così vita alla società pubblica Canada Dry Ginger Ale, Inc.
Durante gli anni del proibizionismo, la Canada Dry veniva mescolata al liquore per nasconderne il suo sapore.
Nel 1964 l'azienda venne fusa alla McCall Corporation e la Hunt Foods, entrambe possedute da Norton Simon, dando origine alla Norton Simon Inc. Nel 1982, venne acquistata dalla Dr Pepper. Nel 1984, quest'ultima venne acquisita dalla Forstmann Little & Company e la Canada Dry venduta alla Del Monte Foods, facente parte della R. J. Reynolds, per estinguere il debito di acquisizione. La RJR Nabisco vendette la propria attività nel settore delle bevande analcoliche alla Cadbury Schweppes nel 1986. Nel 2008 la Canada Dry venne scorporata dalla Cadbury Schweppes e divenne di proprietà della Keurig Dr Pepper.